# Соймонов, Иван Гаврилович
Иван Гаврилович  Соймонов (1859 — 1919) — русский военный педагог, генерал от инфантерии (1913).

## Биография
На службу поступил в  1876 году после окончания Московского 2-го кадетского корпуса и Александровского военного училища произведён в прапорщики гвардии и выпущен в Павловский лейб-гвардии полк.
С 1877 года обер-офицер Александровского военного училища. С 1877 года участник Русско-турецкой войны. С 1877 по 1892 годы офицер-воспитатель    Второго Московского  кадетского корпуса. В 1882 году произведён в подпоручики гвардии, в 1884 году в поручики гвардии, 1886 году  в штабс-капитаны гвардии. В 1889 году после окончания Александровской военно-юридической академии по I разряду произведён в капитаны и подполковники. С 1892 года ротный командир Второго кадетского корпуса. В 1893 году  произведён в полковники.
С 1899 года инспектор классов Донского кадетского корпуса. С 1902 года директор Тифлисского кадетского корпуса. В 1903 году  произведён в генерал-майоры. С 1905 года директор Воронежского кадетского корпуса. С 1906 года директор Владикавказского кадетского корпуса. В 1909 году  произведён в генерал-лейтенанты. В 1913 году произведён в генералы от инфантерии с увольнением в отставку.